# Kulti
Kulti è una suddivisione dell'India, classificata come municipality, di 290.057 abitanti, situata nel distretto di Bardhaman, nello stato federato del Bengala Occidentale. In base al numero di abitanti la città rientra nella classe I (da 100.000 persone in su).

## Geografia fisica
La città è situata a 23° 43' 60 N e 86° 50' 60 E e ha un'altitudine di 113 m s.l.m..

## Società

### Evoluzione demografica
Al censimento del 2001 la popolazione di Kulti assommava a 290.057 persone, delle quali 152.947 maschi e 137.110 femmine. I bambini di età inferiore o uguale ai sei anni assommavano a 35.912, dei quali 18.489 maschi e 17.423 femmine. Infine, coloro che erano in grado di saper almeno leggere e scrivere erano 179.407, dei quali 107.691 maschi e 71.716 femmine.